# Funktechnik

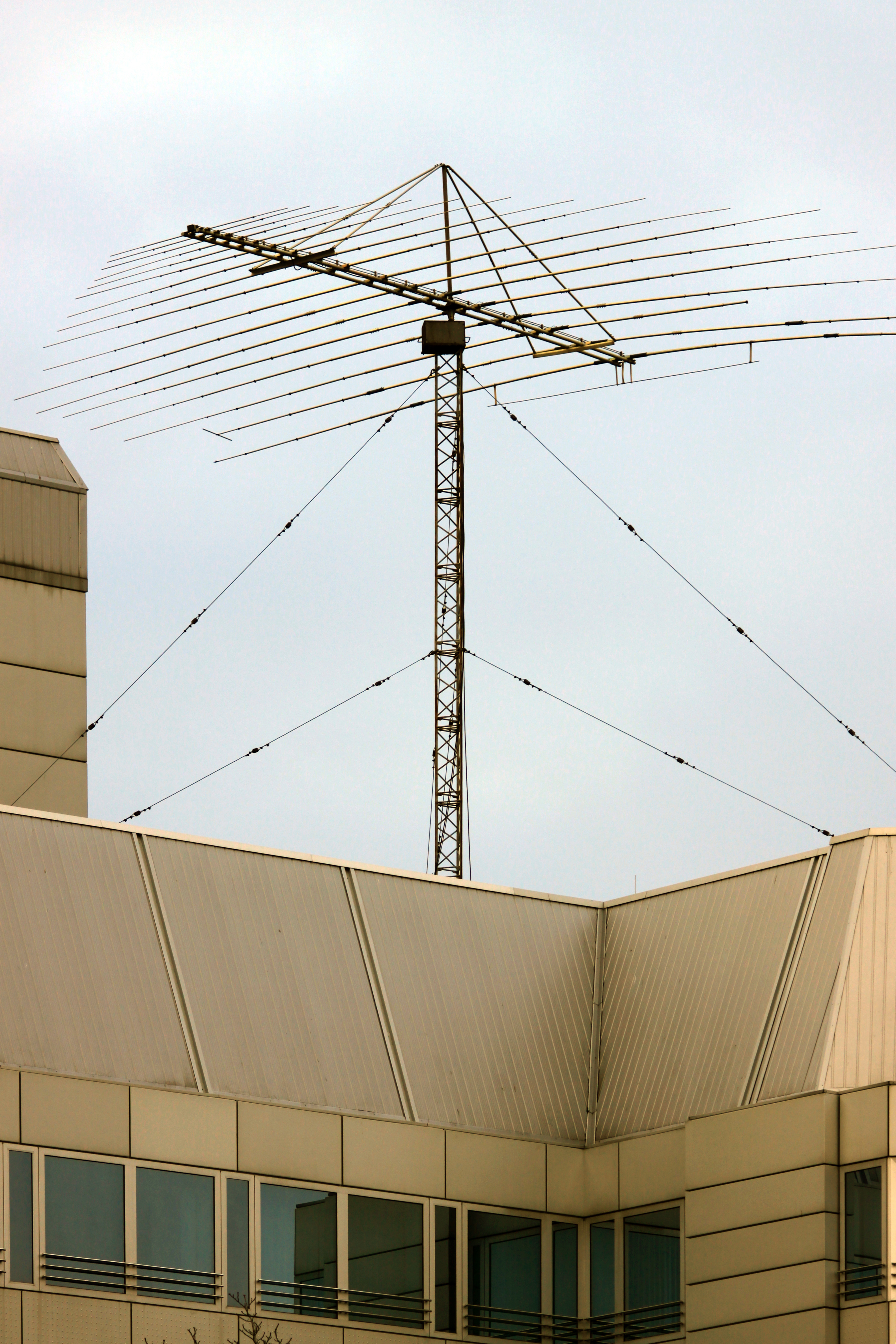
Kurzwellen-Funkantenne der chinesischen Botschaft in Berlin

Funktechnik oder Funk (veraltet: „Funkentechnik“) ist eine Bezeichnung für die Methode, Signale mit Hilfe modulierter elektromagnetischer Wellen im Hochfrequenzbereich (auch genannt: HF‑Signale oder Radiowellen) drahtlos zu übertragen. Eine Form der drahtgebundenen Nachrichtenübertragung dieser Signale ist die sogenannte Trägerfrequenztechnik.
Anwendungen in Industrie und Medizin, die Hochfrequenztechnik nur als Werkzeug einsetzen (wie z. B. Härte-, Schmelz- und Mikrowellenöfen oder Therapiegeräte), verwenden dagegen in der Regel unmodulierte HF‑Signale ohne aufgeprägte Informationen und werden deshalb nicht der Funktechnik zugeordnet.

## Geschichte und Begriffsherkunft

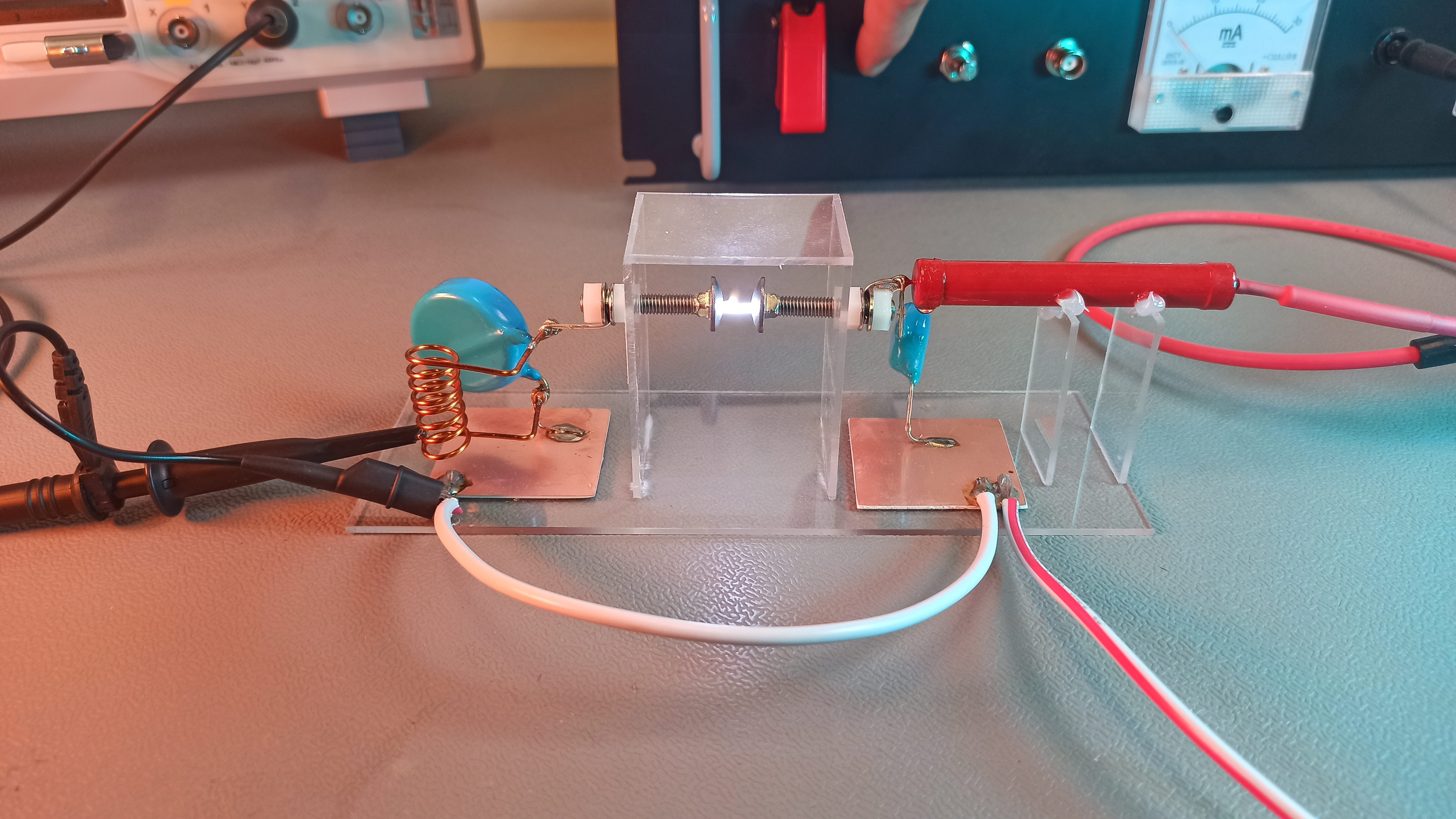
Die namensgebenden Funken lassen sich bei diesem modernen Nachbau eines historischen Knallfunkensenders sehr gut erkennen

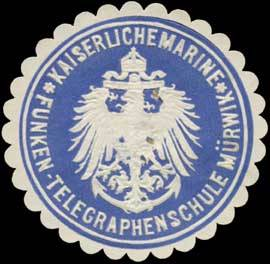
Siegelmarke der Funken-Telegraphenschule Mürwik der Kaiserlichen Marine

Die Existenz von frei im Raum sich ausbreitenden elektromagnetischen Wellen wurde 1864 von James Clerk Maxwell auf Grund theoretischer Überlegungen vorhergesagt und am 11. November 1886 von Heinrich Hertz zum ersten Mal experimentell bestätigt.
Der Name „Funk“ geht dabei auf die Entladungsfunken zurück, die bei den frühen Sendeanlagen auftraten. Diese arbeiteten mit Funkenstrecken. Durch die starken, oberwellenreichen Strom- und Spannungsimpulse entstanden hierbei auch die gewünschten Funkwellen. Am 20. März 1900 erhielt Nikola Tesla sein erstes Patent über die drahtlose Energieübertragung, das heute als erstes Patent der Funktechnik gilt. Die erste Funkverbindung gelang Guglielmo Marconi 1895 mit einem Knallfunkensender und dem Nachbau eines Empfängers von Alexander Stepanowitsch Popow über eine Entfernung von etwa fünf Kilometern. Diese Pioniere der Funktechnik gelten heute als die ersten Funkamateure.
Der Physiker Ferdinand Braun bekam 1909 zusammen mit Marconi, dem die praktische Umsetzung und die erste transatlantische Funkübertragung gelang, den Nobelpreis für Physik „als Anerkennung ihrer Verdienste um die Entwicklung der drahtlosen Telegraphie“. Braun hatte am 20. September 1898 eine erste drahtlose Nachrichtenübermittlung am Physikalischen Institut in Straßburg aufgebaut, die kurz darauf 30 km weit bis in den Vogesenort Mutzig reichte. Marconi errichtete 1897 die erste kabellose Verbindung über den Bristolkanal, und im gleichen Jahr errichtete Braun von Cuxhaven aus eine 3 km bis zur Kugelbake reichende Funkverbindung. Am 24. September 1900 wurde eine solche Verbindung über die 62 km lange Strecke Cuxhaven–Helgoland geschaffen. Am 12. Dezember 1901 gelang möglicherweise die erste transatlantische Funkübertragung zwischen Poldhu (Halbinsel The Lizard, Cornwall) und St. John’s (Neufundland). Es wurde das Morsezeichen für den Buchstaben „S“ (···) telegrafiert und knapp 3500 km hinweg über den Ozean empfangen. Allerdings blieb der Empfang offiziell unbestätigt. Dies gelang dann aber am 18. Januar 1903.
Diese primitive und heute unerwünschte Erzeugung von Funkwellen erlaubte nur Nachrichtenübermittlung durch Morsezeichen, beispielsweise von der Großfunkstelle Nauen zu den Schiffen der kaiserlichen Marine oder zu den Funkstationen in Deutsch-Südwestafrika. Erst nach der Entdeckung der Oszillatorschaltung mit einer Elektronenröhre durch Alexander Meißner und die darauf aufbauenden Entwicklungen nach 1913 konnten weitere Modulationsarten entwickelt werden. Voraussetzung dafür ist eine zunächst konstante Ausgangsleistung, die bei Übertragung von Ton, Bild und später auch Daten gezielt geändert werden kann.
Die erste Sprachnachricht wurde im Jahr 1900 von Reginald Fessenden gesendet. Die erste Rundfunkübertragung fand zum Weihnachtsfest 1906 statt. Fessenden las die Weihnachtsgeschichte aus der Bibel vor. Die Übertragung war in 500 Metern Umkreis zu empfangen.

## Allgemeines
Die Funktechnik basiert auf der physikalischen Möglichkeit, dass man eine elektromagnetische Welle – ein sich im Raum ausbreitendes im Idealfall möglichst sinusförmiges Hochfrequenzsignal (HF‑Signal) bestimmter Frequenz und Amplitude – als Träger für Information, wie Daten (im einfachsten Fall Morsezeichen), Sprache oder Musik oder andere Nachrichten nutzen kann. Dazu muss das Trägersignal in geeigneter Weise durch das Nachrichtensignal moduliert werden. Man kennt diverse Modulationsarten, von denen die elementarste das einfache Ein- und Ausschalten (Tastung) des Trägers ist, wie es mithilfe einer Morsetaste von Hand gemacht werden kann. Etwas fortschrittlichere, inzwischen aber auch schon „traditionelle“ Methoden sind die Amplitudenmodulation (AM) mit Sprache oder die Frequenzmodulation (FM). In allen Fällen wird das modulierte HF‑Signal über eine Antenne abgestrahlt (gesendet) und auf der Empfängerseite durch eine weitere Antenne wieder aufgenommen. Dort kann das Nutzsignal durch Demodulation wieder zurückgewonnen und die ursprünglichen Nachrichten (Morsezeichen, Töne, Sprache, Musik, Daten, Bilder oder Videos) wieder hörbar oder sichtbar gemacht oder auf andere Weise verarbeitet werden.
Der Vorteil gegenüber konkurrierenden Übertragungsarten ist, dass
- es sehr viele unterschiedliche Trägerfrequenzen gibt, die sich gegenseitig nicht beeinflussen
- keine elektrischen Kabel zwischen Sender und Empfänger verlegt werden müssen
- die Anzahl der Funkempfänger praktisch keinen technischen Einschränkungen unterliegt
- Sender und insbesondere Empfänger sehr gut getarnt sein und u. U. kaum entdeckt werden können

Nachteilig ist, dass
- man die Sendungen abhören kann, ohne entdeckt zu werden. Die Nutzung der übermittelten Daten kann aber durch Verschlüsselung erschwert werden
- die Kommunikation durch Störsender erschwert oder unmöglich gemacht werden kann
- der technische Aufwand erheblich ist, was aber durch Fortschritte der Mikroelektronik immer weniger ins Gewicht fällt
- im gesamten Ausbreitungsbereich des Senders jedes Frequenzband nur von einem einzigen Sender genutzt werden kann, sofern nicht Techniken wie Richtfunk oder Zeitmultiplexverfahren eingesetzt werden

Beim Hörfunk und Fernsehen sendet ein Teilnehmer, der Radio- oder Fernsehsender, und alle anderen Teilnehmer auf diesem Kanal empfangen nur, ohne selbst zu senden. Die Übertragung ist unidirektional – sie geht nur in eine Richtung.
Beim Sprechfunk oder Tastfunk (Morsen) senden mehrere Personen abwechselnd auf demselben Kanal (meist einer einzigen Frequenz oder einem Frequenzpaar), so dass Kommunikation in beide Richtungen möglich ist. Im Gegensatz zur unidirektionalen Übertragung (z. B. Rundfunk) ist so ein Informationsfluss in beiden Richtungen möglich (bidirektional).
Wer auf einer bestimmten Sendefrequenz unter welchen Bedingungen funken darf, ist Gegenstand staatlicher Regulierung. So werden von Organisationen der Frequenzverwaltung etwa Frequenzpläne erstellt und Frequenzzuteilungen (als Allgemeinzuteilung oder konkret) vorgenommen. Die Technik kann dazu beitragen, die begrenzte Ressource „Frequenz“ sparsam zu nutzen, etwa bei der Flächenabdeckung durch Gleichwellennetze, oder allgemein durch Optimieren der benötigten Bandbreite.
In der jüngeren Geschichte der Funktechnik werden häufig direkt von den Geräten Kommunikationsprotokolle wie GSM, UMTS (beides für Mobiltelefone), IEEE 802.11 (drahtloses Computernetzwerk) oder Bluetooth (drahtlose Kommunikation mit digitalen Peripheriegeräten) verwendet.
Obwohl sich die Technik heutzutage stark von der von 1920 unterscheidet, und beim Senden zumeist keinerlei Entladungsfunken mehr sichtbar sind, erhielt sich der namensgebende Wortbestandteil Funk in zahlreichen Wörtern der deutschen Sprache wie Flugfunk, Hörfunk, Mobilfunk, Rundfunk, Sprechfunk bis heute. Auch einige Firmennamen wie Telefunken enthalten ihn.
Eine neue Entwicklung der Funktechnik wurde durch extrem energiesparende Miniaturisierung möglich: batterielose Funktechnik für die Anwendung in Schaltern und Sensoren. Auch bei der Vernetzung verschiedenartiger Geräte wird die batterielose Funktechnik bereits eingesetzt. Die für den Sendeprozess erforderliche Energie wird dabei durch Energy Harvesting aus der Umgebung gewonnen (z. B. aus Tastendruck, Temperaturdifferenz, Licht oder Vibrationen).

## Probleme und Störungen

Reichweitenverbesserung mittels terrestrischer Relaisstation auf einer Bergspitze

Da sich elektromagnetische Wellen oberhalb etwa 60 MHz physikalisch gesehen quasioptisch ausbreiten, werden Relaisstationen benötigt, wenn um den Erdball (Kugel) gefunkt werden soll. Diese Aufgabe übernehmen heutzutage z. B. Satelliten.
Gase (Erdatmosphäre) können den Signalweg beeinträchtigen. Dabei kommt es zu einer Vielzahl von Effekten, die von der benutzten Frequenz, der Dichte des Gases, der Ionisation und der Schichtung im Signalweg abhängig ist. Eine Übertragung durch flüssige und feste Medien führt zu einer starken Dämpfung des Signals.
Bei Frequenzen größer als etwa 100 MHz treten zunehmend Störungen durch Reflexionen an Mauerwerk, Metallbauwerken, Drähten oder Türmen auf. Die Reflexionen führen zu zeitlich versetztem Doppelempfang mit Signalverfälschungen und Gruppenlaufzeitverzerrungen. Es kommt zu teilweiser oder vollständiger Auslöschung gegenphasiger Signalanteile. Die Bewegungen von Sende- oder Empfangsantenne oder anderen Objekten im Signalweg können die Übertragung beeinträchtigen (Anwendung beim Passivradar und in Radar-Bewegungsmeldern!). Es kommt zu Geisterbildern beim Fernsehempfang und zu Problemen bei der GPS-Nutzung.
- Aurora (Streuung und Reflexion an Nordlicht-Ionisationsschichten, siehe Polarlicht#Einfluss auf technische Einrichtungen)
- Echo-Empfang („Geisterbilder“ durch verschiedene, durch Reflexion verursachte Empfangswege)

Effekte bei der drahtlosen Ausbreitung in der Erdatmosphäre
- Fading (Schwund, sich stark verändernde Feldstärke)
- Flatter-Fading (Schwund mit schnell wechselnder Feldstärke)
- Maximum Usable Frequency (höchste nutzbare Kurzwellenfrequenz, die noch an der Ionosphäre reflektiert wird)
- Meteorscatter (Streuung und Reflexion an ionisierten Meteoriten-Leuchtspuren)
- Mögel-Dellinger-Effekt, englisch Sudden ionospheric disturbance (SID)
- Nahschwund und Tagesdämpfung im Mittelwellenbereich
- Reflexion an der Ionosphäre
- Reflexion an der sporadischen E-Schicht
- selektiver Trägerschwund
- Tropo-Ausbreitung (Überreichweite durch Reflexion und Tunnelung in Inversionsschichten)

Durch die Auswahl der Modulationsart und der Betriebsart lassen sich viele Störungen erheblich vermindern.

## Anwendungen
Es gibt zahlreiche Anwendungen der Funktechnik, amtlich werden sie in Funkdienste eingeteilt. Beispiele sind:
- Amateurfunk
- Betriebsfunk
- BOS-Funk (für Behörden und Organisationen mit Sicherheitsaufgaben, z. B. Polizeifunk)
- Datenfunk (auch für die Mobiltelefonie)
- Flugfunk
- Funknavigation
- Funkfernsteuerung (Haustechnik, Forschung, Industrie und Modellbau)
- Jedermannfunk (CB-Funk, SRD, PMR446, DMR446, Freenet)
- Mobiler Seefunkdienst
- Rundfunk (Hörfunk und Fernsehen)
- Telemetrie
- Zugfunk
- RFID (Radio Frequency Identification Device, Funkchips)
- Near Field Communication (NFC)

Je nach deren Bedürfnissen kommen vielfältige technische und organisatorische Formen zum Einsatz wie
- Analoge oder digitale Signalübertragung
- Ein- oder Zweirichtungsbetrieb
- Freifunk
- Funknetze
- Kommunikationssatelliten
- Richtfunk
- Terrestrische Übertragung